# غول آدم‌خوار
غول آدم‌خوار (انگلیسی: Cannibal King) یک فیلم کمدی صامت کوتاه به کارگردانی فرانک گریفین است که در سال ۱۹۱۵ منتشر شد. از بازیگران این فیلم می‌توان به اولیور هاردی، هری لورین، جی. فرانک گلندون و ریموند مک‌کی اشاره کرد.